# Occhi azzurri (ritratto di Madame Jeanne Hébuterne)
Occhi azzurri (ritratto di Madame Jeanne Hébuterne) è un dipinto a olio su tela (54,6x42,9 cm) realizzato nel 1917 dal pittore italiano Amedeo Modigliani.
La tela fa parte delle collezioni del Museum of Art di Philadelphia, ma non è attualmente esposta.
Modigliani qui ritrae Jeanne Hébuterne, sua compagna negli ultimi anni fino alla morte e ispiratrice di numerosi dipinti.